# Camille Galap
Camille Galap, né au Havre le 18 octobre 1965 est un universitaire français.

## Biographie
Né au Havre de parents martiniquais, il habite durant son adolescence en Guadeloupe. De retour au Havre en 1984, il poursuit des études de biologie marine à l'université du Havre, temps durant lequel il est également sept fois champion de France universitaire de karaté.
Camille Galap est président de l'université du Havre de 2005 à 2012.
En 2014, il est candidat malheureux du Parti socialiste lors des élections municipales au Havre contre Édouard Philippe,.
Il est recteur de l'académie de Guadeloupe de 2014 à 2018.
À la suite de la démission de la présidente Michèle Cottier, il est nommé administrateur provisoire de l'université Jean-Monnet-Saint-Étienne de février à mai 2021.
En juin 2022, il est nommé administrateur provisoire de l'ENS Cachan.
En juin 2024, il est élu président de l'université Paris-Saclay,.
En mars 2025, il est nommé membre titulaire au Conseil d'administration du Centre national des œuvres universitaires et scolaires (CNOUS), "en qualité de représentant des présidents ou directeurs d'établissements d'enseignement supérieur publics ou privés".